# Flirty Four-Flushers
Pour plus de détails, voir Fiche technique et Distribution.
Flirty Four-Flushers est un court métrage américain muet réalisé par Edward F. Cline et produit par Mack Sennett, sorti en 1926.
C'est l'un des rares films où l'acteur Billy Bevan ne porte pas de moustache,.

## Fiche technique
- Réalisation : Edward F. Cline
- Producteur : Mack Sennett
- Scénario : Al Giebler, Mack Sennett, Jimmy Starr, Phil Whitman
- Photographie : St. Elmo Boyce, Vernon L. Walker
- Montage : William Hornbeck
- Distributeur : Pathé Exchange
- Date de sortie : 
  - États-Unis : 26 décembre 1926

## Distribution
- Madeline Hurlock : Aggie Horton / Muriel Marlboro
- Billy Bevan : Jerry Connors / Archibald De Shyster
- Vernon Dent : Bill Brown
- Stanley Blystone : Joe, Aggie's Sweetheart
- Billy Gilbert
- Thelma Hill : fiancée de Bill Brown
- Ruth Taylor : Slumming Girl
- Leonora Summers : Gertie, the waitress
- Eleanor Hibbard : Newspaper Stand Clerk
- Evelyn Sherman : Slumming Mother
- Warren Burke : Slumming Boyfriend
- Eugene Jackson : Boy Eating Watermelon
- William McCall : gérant de l'Hotel